# 亞力山卓·帕多阿
亞力山卓·帕多阿（Alessandro Padoa，1868年10月14日 - 1937年11月25日）是一位義大利數學家暨邏輯學家。他因為給出一個方法，能在一定形式理論下，決定一個新的基本概念是否獨立於其他基本概念而留名。這在公理化理論中有個類似的問題，即確定一個給定的公理是否獨立於其他公理。
在皮亞諾傳記裡有一段在描述帕多阿的職涯：
他在威尼斯上中學、在帕多瓦上工業學校，就讀於都靈大學，並於1895年在此獲得數學學位。雖然他從來沒有當過皮亞諾的學生，但他是個狂熱的信徒，並從1896年開始，成為皮亞諾的研究夥伴與朋友。他在皮內羅洛、羅馬與卡利亞里，以及（自1919年後）在熱那亞的理工學院教過書。他亦任職過阿奎萊亞的師範學校與熱那亞的海軍學校，並於1898年開始，在布魯塞爾、帕維亞、伯爾尼、帕多瓦、卡利亞裡及熱那亞等地的大學開過一系統講座。他在巴黎、劍橋、利沃諾、帕爾馬、帕多瓦、博洛尼亞等地的哲學與數學大會上發表過論文。1934年，他被義大利猞猁之眼國家科學院授予數學公使獎。
1900年的巴黎大會尤其著名。帕多阿在這些大會上的演講因為他對數學現代公理化方法清晰而不雜亂的闡述而聞名。實際上，他被認為是「第一個……完全知悉那些已定義或未定義概念的人。」

## 大會演講

### 哲學家大會
在國際哲學大會上，帕多阿的演講主題為「任一演繹理論的邏輯引入」（Logical Introduction to Any Deductive Theory）。他說，
在制定任一演繹理論之時，我們會選擇使用未定義的符號來表示概念，並以未證實的命題來描述事實；不過，當我們開始公式化這個理論時，我們可以想像，未定義的符號是完全沒有意義的，而未證實的命題（並非描述事實，而是以未定義符號表示的概念間之關係）只是附加於未定義之符號上的條件。
然後，我們一開始選定的概念系統只是未定義符號系統的一種解釋；但從演繹的觀點來看，此一解釋可以被讀者所忽略，並可自由地以另一種滿足未證實命題所述條件之解釋取代該解釋。且因為從演繹的觀點來看，命題並沒有描述事實，而只是條件，所以我們不能視其為真正的公設。
帕多阿接著說，
……演繹理論的邏輯發展真正需要的不是對事物性質的經驗知識，而是符號間關係的形式知識。

### 數學家大會
帕多阿在1900年國際數學家大會上的演講主題為「歐氏幾何的新定義系統」。首先，他談論了幾何的基本概念在當時所有的各種選擇：
任何在幾何裡遇到的符號之意義都必須預先假定，如同預先假定出現於純邏輯裡之符號一般。因為可隨意選擇未定義的符號，描述選定的系統是必須的。我們會舉三位數學家為例，他們關心此一問題，並相繼減少未定義符號的數量，且透過這些符號（及透過出現於純邏輯上的符號），可以定義出其他所有的符號。
首先，莫里茲·帕許透過下列4種符號定義出其他所有的符號：
1. 點      2. （一條線）的線段    3. 平面    4. 重疊於
然後，朱塞佩·皮亞諾於1889年透過點與線段來定義平面。於1894年，他用「運動」取代掉未定義符號系統內的「重疊於」，因此縮減了符號系統：
1. 點      2. 線段     3. 運動
最後於1899年，瑪利歐·派埃利透過點及運動定義出線段。因此，所有在歐氏幾何內出現的符號都可以僅由這兩個符號來定義，即
1. 點      2. 運動
帕多阿以提議與展示他自己發展的幾何概念來為演講作結。特別的是，他展示出他與派埃利以共線點定義出一條線的方法。

## 相關書籍
- A. Padoa (1900) "Logical introduction to any deductive theory" in Jean van Heijenoort, 1967. A Source Book in Mathematical Logic, 1879–1931. Harvard Univ. Press: 118–23.
- A. Padoa (1900) "Un Nouveau Système de Définitions pour la Géométrie Euclidienne", Proceedings of the International Congress of Mathematicians, pages 353–63.

- Ivor Grattan-Guinness (2000) The Search for Mathematical Roots 1870–1940. Princeton Uni. Press.
- H.C. Kennedy (1980) Peano, Life and Works of Giuseppe Peano, D. Reidel ISBN 90-277-1067-8 .
- Suppes, Patrick (1957, 1999) Introduction to Logic, Dover. Discusses "Padoa's method."
- Smith, James T., , John Wiley & Sons, 2000, ISBN 0-471-25183-6

## 外部連結
- 約翰·J·奧康納; 埃德蒙·F·羅伯遜, ,  （英语）